# Recinte emmurallat d'Almassora
El Recinte Emmurallat d'Almassora, és un monument catalogat com a Bé d'Interès Cultural, segons consta a la Direcció General de Patrimoni Artístic de la Generalitat Valenciana, amb número d'anotació ministerial RI-51-0011238, i data d'anotació 30 de novembre de 2004.
El monument se situa en el centre de la població d'Almassora, a la Plana Alta.

## Descripció historicoartística
Amb la Conquesta omeia d'Hispània al segle viii, el nucli de població musulmana estava ubicat al castell d'Almassora. La reconquesta, segons l'historiador Diago, es va dur a terme l'any 1234. En el Llibre dels Fets de Jaume I, el Conqueridor es relata com Pere Cornell, conquista el castell d'Almassora, i els seus habitants, segons consta en la Carta de Privilegis (1235), queden sota la custòdia de Jaume I, mesura amb la qual es tractava d'atraure pobladors cristians. Més tard, el monarca va cedir el domini al Monestir de Santa Cristina, de Somport (Osc), aconseguint Carta Pobla en 1237, estipulada segons fur de Borriana, i confirmada en 1243, pel mateix rei respectant íntegra la seua redacció. Més tard, en 1245, el rei infeuda la vila al Bisbe de Tortosa, quedant lligada fins a l'abolició dels senyorius. En 1247 el prelat Ponç de Torrella, va decidir traslladar la ciutat, des del Castell al seu emplaçament actual, aconseguint el nou nucli poblacional, que ja estava emmurallat a finals del segle xiii, nombroses prerrogatives. El recinte emmurallat es va aixecar per aconseguir fortificar la nova ciutat cristiana. Es va seguir per a la construcció el model de Jaca (de 1076, que es basa en uns furs que atorgaven parcel iguals a homes iguals, seguint un traçat ortogonal), que s'expandia pel Camí de Sant Jaume i per les zones repoblades per la Corona d'Aragó en època de la conquesta feudal. El centre històric medieval d'Almassora s'ha conservat, tot i que al segle xvii es va produir una forta expansió a causa del creixement de la població. Malgrat tot això les muralles, que actualment es troben annexes, en la major part, als edificis existents; conserven alguns trams visibles i en bon estat (el més destacat és l'anomenat la Murà, entre els carrers Tremedal i Sant Blai. També hi ha alguns llenços d'aquesta muralla als carrers d'Arremur, Borriana i Colom). Per la seua banda, intramurs, es poden contemplar tres arcs de la sòlida porxada de la plaça i el forn de coure pa, que va ser concedit el 1247, pel bisbe de Tortosa. L'any 1468 es va reformar i reforçar la muralla, i durant les Guerres Carlistes es va elevar l'altura.
El recinte emmurallat ha estat recentment restaurat. Fins al segle xviii, en concret fins a 1798, la població se situava en recintes rectangulars concèntrics, que se separaven de les muralles pel que es coneix com el corredor de la Muralla, el qual es troba defensat per sis torres (de les quals només queden dos), situades, quatre en els angles, i dos en el centre dels costats Nord i Sud. La torre del centre del costat sud està situada darrere del palau del Comte Almenara o d'Aversa.